# Kazimierz Wiczyński
Kazimierz Wiczyński (ur. 17 lutego 1891, zm. ?) – kapitan rezerwy artylerii Wojska Polskiego.

## Życiorys
Urodził się 17 lutego 1891. U kresu I wojny światowej w stopniu porucznika brał udział w obronie Lwowa podczas wojny polsko-ukraińskiej. Pełnił funkcje adiutanta i oficerem sztabowym Odcinka III Szkoły Konarskiego. Podczas walk 3 listopada 1918 wraz z garstką ochotników opanował Plac Jura.
Po odzyskaniu przez Polskę niepodległości 1918 został przyjęty do Wojska Polskiego. Został awansowany do stopnia kapitana rezerwy artylerii ze starszeństwem z 1 czerwca 1919. W 1923, 1924 jako oficer rezerwowy, niezdolny do służby frontowej, był przydzielony 30 Pułku Artylerii Polowej w garnizonie Włodawa.